# 클럽하우스 (애플리케이션)
클럽하우스(영어: Clubhouse)는 오디오 채팅 사회 연결망 서비스 어플로, 2020년 소프트웨어 개발사 알파 익스플로레이션 Co.를 통해 발표되었다. 기존 가입자들로부터 초대나 승인을 받아야만 참여할 수 있는 폐쇄적인 시스템이 특징이며, 이용자들이 소통하는 음성 채팅방은 최대 5000명 규모의 그룹을 수용할 수 있다. 현재 iOS 버전과 안드로이드 베타 버전이 서비스되고 있고, 접근성을 확대하기 위해 향후 정식 안드로이드 버전을 출시할 계획이다.
클럽하우스의 지침에 의해, 명시적 허가 없이 대화를 녹음, 전사, 복제 또는 공유하는 것이 금지된다. 어플 내에서 왕따, 괴롭힘, 인종차별 사례가 발생해 논란이 되고 있다. 요르단, 중국과 같은 나라들은 이 앱에 대한 접근을 차단하거나 사용을 완전히 금지했다.
2020년 12월 기준으로 소프트웨어 가치가 1억 달러에 육박했다. 2021년 1월 21일에는 미국 달러로 10억 달러의 가치를 지니게 되었다.

## 같이 보기
- 스푼 라디오
- 디스코드
- 라인
- 텔레그램